# 1950 год в науке
В 1950 году были различные научные и технологические события, некоторые из которых представлены ниже.

## События
- В журнале «Mind» опубликован тест Тьюринга для проверки, является ли компьютер разумным в человеческом смысле слова.
- 15 марта — Зарегистрирована вспышка сверхновой SN 1950B.
- 17 июня — Чикагский хирург Ричард Лоулер за 45 минут выполнил первую операцию по пересадке почки человеку.
- 30 сентября — Учреждён Международный конгресс астронавтики[1]

## Достижения человечества
- Л. Д. Ландау и В. Л. Гинзбургом разработана феноменологическая теория сверхпроводимости, получившая их имя.

### Открытия
- Открыты антигистаминные препараты.
- 15 марта была зарегистрирована вспышка сверхновой SN 1950B.

### Изобретения

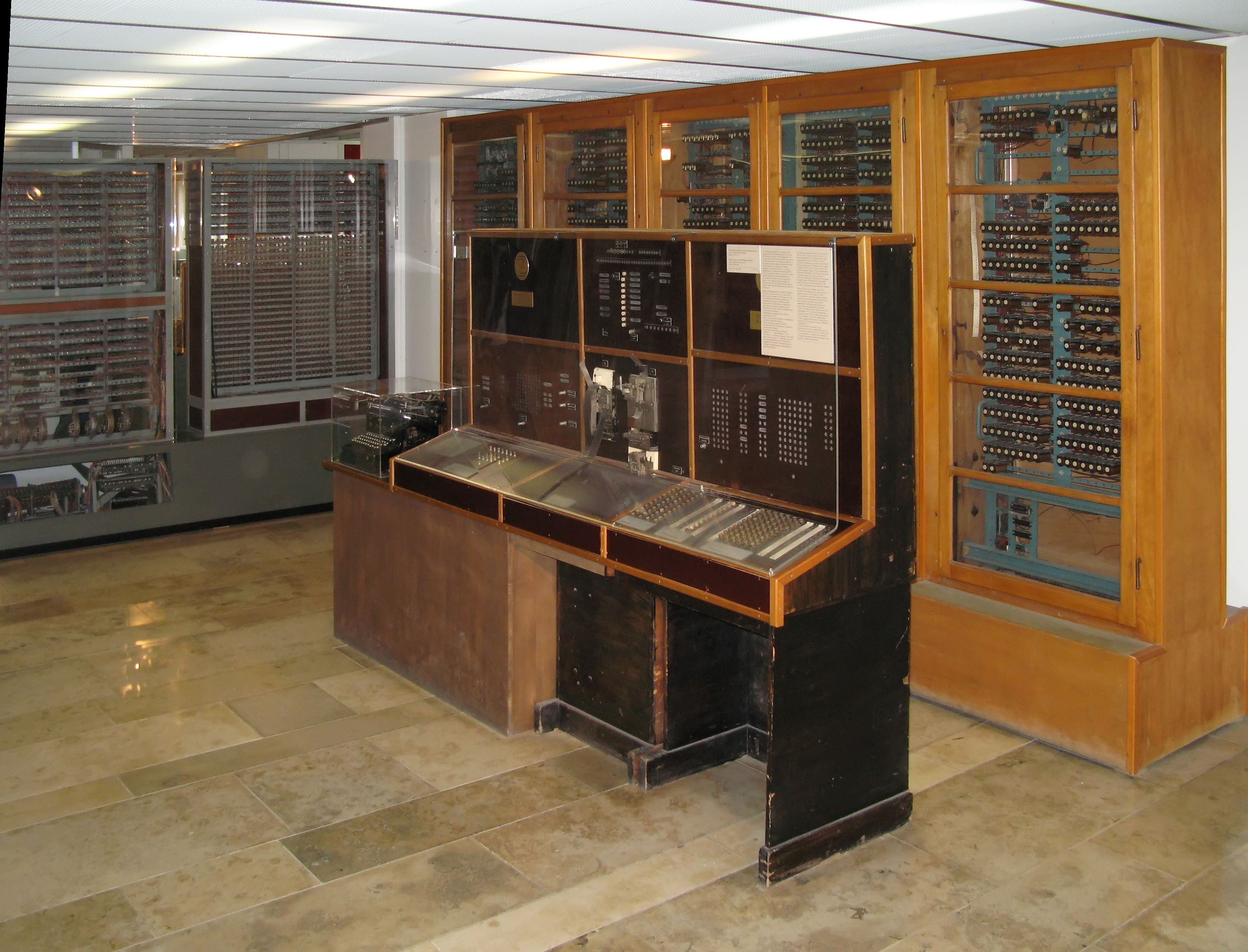
Z4 в экспозиции Немецкого музея в Мюнхене

- Немецкий инженер Конрад Цузе собрал программируемый компьютер Z4.
- Исследовательская организация в Миннеаполисе представила первый коммерческий компьютер ERA 1101.

### Новые виды животных
- Животные, описанные в 1950 году

## Награды
- Нобелевская премия
  - Физика — Сесил Фрэнк Пауэлл — «За разработку фотографического метода исследования ядерных процессов и открытие мезонов, осуществлённое с помощью этого метода».
  - Химия — Отто Поль Херманн Дильс и Курт Альдер — «За открытие и развитие диенового синтеза».
  - Медицина и физиология — Эдуард Кендалл, Тадеуш Рейхштейн и Филип Хенч — «За открытия, касающиеся гормонов коры надпочечников, их структуры и биологических эффектов».
- Медаль Копли
  - Джеймс Чедвик — «За выдающиеся работы в области ядерной физики и в развитии атомной энергетики, особенно за открытие нейтрона»[2].
- Золотая медаль имени А. С. Попова
  - Александр Минц — «За совокупность выдающихся работ в области мощного радиостроения и в других областях радиотехники».
- Золотая медаль имени И. И. Мечникова
  - Трофим Лысенко — «За выдающиеся труды в области биологии и развития творческого советского дарвинизма, приведшие к важнейшим практическим результатам в сельском хозяйстве».

- Филдсовская премия
  - Лоран-Моиз Шварц (Франция).
  - Атле Сельберг (Норвегия).

- Медаль имени Макса Планка
  - Дебай Вильгельм.
- Премия Альберта Ласкера за фундаментальные медицинские исследования
  - Джордж Уэлс Бидл.

- Премия имени В. Г. Белинского[3]
  - Вера Степановна Нечаева, доктор филологических наук, сотрудница ИМЛИ АН СССР — за книгу «В. Г. Белинский. Начало жизненного пути и литературной деятельности. 1811—1830» (1949).
  - Василий Спиридонович Спиридонов, доктор филологических наук, сотрудник Пушкинского дома — за научный комментарий к шести томам и подготовку 13 тома (1948) Полного собрания сочинений Белинского.

- Медаль Левенгука
  - Зельман Абрахам Ваксман (США)

## Родились
- 16 мая — Йоханнес Георг Беднорц — немецкий физик, лауреат Нобелевской премии по физике в 1987 году.
- 11 июня (по другим сведениям, 30 декабря) — Бьёрн Страуструп — автор языка программирования C++.
- 7 июля — Юдзи Хякутакэ, японский астроном-любитель, ставший известным благодаря открытию кометы Хякутакэ (C/1996 B2) 30 января 1996 года.

## Скончались
- 25 февраля — Джордж Майнот — американский патофизиолог и гематолог, лауреат Нобелевской премии по физиологии и медицине в 1934 году.
- 8 мая — Витал Бразил, бразильский учёный-медик. Пионер в области исследовании токсинов. Национальный герой Бразилии.
- 5 августа — Эмиль Абдергальден — швейцарский биохимик и физиолог. Член-корреспондент АН СССР с 1925 года (иностранный член).
- 20 октября — Ильмари Владимирович Бонсдорф, российский и финский астроном, специалист в области астрономии, геодезии, гравиметрии.